# Dalbergia oligophylla
Dalbergia oligophylla é uma espécie vegetal da família Fabaceae.
Apenas pode ser encontrada nos Camarões.
Os seus habitats naturais são: regiões subtropicais ou tropicais húmidas de alta altitude.
Está ameaçada por perda de habitat.